# Медичний факультет Тернопільського національного медичного університету імені І. Я. Горбачевського
Медичний факультет Тернопільського національного медичного університету імені І. Я. Горбачевського, як структурний підрозділ вишу, створений 1957 року.
Кафедри та інститути факультету розташовуються в адміністративному, морфологічному, біологічному корпусах, у корпусах за адресами вулиця Гетьмана Дорошенка, 7, вулиця Чехова, 3, клінічні кафедри — у Тернопільській обласній клінічній лікарні, інших лікарнях міста.

## Історія[1]
Історія розвитку медичного факультету ТНМУ нерозривно пов’язана з історією навчального закладу, адже лікувальний факультет (у 1992 р. перейменований на медичний) існує з 1957 р. – року заснування Тернопільського медичного інституту.
На час відкриття медичного факультету кафедри розміщувалися у двох навчальних корпусах і в міській лікарні. На 19 кафедрах факультету працювало 66 викладачів, серед них один доктор наук i 17 кандидатів наук. З першого року існування факультету пов’язали з ним своє життя на той час молоді викладачі-науковці, а пізніше – доктори наук, професори університету: К. В. Кованов, Ю. Т. Коморовський, А. I. Локай, О. О. Маркова, I. О. Ситник, М. П. Скакун. 
На медичному факультеті у 1957 р. навчалося 575 студентів. На I курсі – 210 студентів, на II i III курсах – відповідно 165 i 200 студентів, добровільно переведених із медичних інститутів України.
1960–1961 н. р. увійшов в історію як рік організаційного завершення формування медичного інституту та лікувального факультету зокрема. У навчальному закладі вже навчалося 1360 студентів, функціонувало 30 кафедр, на яких працювало 148 викладачів, з них – 7 докторів наук i 66 кандидатів наук. 
Перший випуск на лікувальному факультеті відбувся у червні 1961 р. – 203 лікарів отримали дипломи Тернопільського державного медичного інституту. Згодом 8 осіб із цього випуску отримали ступінь доктора наук, а 19 – кандидата медичних наук. 
За роки існування факультету постійно здійснювалася комплексна перебудова всіх напрямків діяльності, насамперед навчального процесу. Його перебудовували з урахуванням світових вимог кваліфікаційних характеристик спеціалістів.
Із здобуттям незалежності відкрилися нові можливості та імпульси для розвитку навчального закладу та медичного факультету зокрема, входження його в ринкові відносини, в Європейський освітній простір. У 1994 р. інститут акредитований за IV (найвищим) рівнем. Отримано ліцензію на прийом 400 студентів на медичний факультет. 
Вперше у 2011–2012 н. р. відбувся набір студентів за відкритою новою спеціальністю «Медико-профілактична справа» з ліцензованим обсягом 50 осіб. Проведено ліцензування на здійснення підготовки фахівців за освітньо-кваліфікаційним рівнем «бакалавр» зі спеціальності «Здоров’я людини» з ліцензованим обсягом 30 осіб, зі спеціальності «Біологія» з ліцензованим обсягом 30 осіб. У 2016 р. розширено ліцензований обсяг до 750 місць та проведено ліцензування за спеціальністю 222 «Медицина» (освітній рівень – «магістр») та розширено ліцензований обсяг до 50 місць за спеціальністю 227 «Фізична реабілітація» у галузі 22 «Охорона здоров’я».  Відповідно до наказу МОН України від 06.11.2015 р. № 1151 напрям підготовки «Здоров’я людини» змінено на напрям 227 «Фізична реабілітація» галузі знань 22 «Охорона здоров’я». У 2016 році в університеті розпочата підготовка студентів з освітньо-професійної програми «Фізична реабілітація». В подальшому згідно з постановами Кабінету Міністрів України від 27 вересня 2016 р. № 674 і від 1 лютого 2017р. №53, назву спеціальності 227 «Фізична реабілітація» змінено на 227 «Фізична терапія, ерготерапія», а ОПП «Фізична реабілітація» на ОПП «Фізична терапія». 
На базі медичного факультету у 2019 році відкрита нова спеціальність 229 «Громадське здоров’я» для другого (магістерського) рівня вищої освіти» та вперше розпочато навчання. На даний момент на даній спеціальності навчається 17 студентів заочної форми навчання.
За роки існування факультету було випущено понад 15 тисяч лікарів-медиків.
З моменту створення медичного факультету діє вчена рада, до якої входять представники всіх 37 кафедр факультету, делегати від студентського самоврядування.

### Декани[2]
- 1957–1958 рр. – канд. мед. наук, доц. А. О. Верисоцький;
- 1958–1960 рр. – канд. мед. наук, доц. А. Й. Вальчук;
- 1960–1962 рр. – доктор мед. наук, проф. О. А. Ярош;
- 1962–1969 рр. – доктор мед. наук, проф. О. Н. Люлька;
- 1969–1975 рр. – канд. мед. наук, доц. Г. Г. Конопелько;
- 1975–1990 рр. – доктор мед. наук, проф. А. Ю. Франчук;
- 1990–1998 рр. – канд. мед. наук, доц. М. С. Творко;
- 12.01.1998–27.08.1998 р. – доктор мед. наук, проф. К. А. Посохова;
- 28.08.1998–2000 рр. – доктор мед. наук, проф. М. І. Швед;
- 2000–2003 рр. – доктор мед. наук, проф. М. С. Гнатюк;
- 2003–2006 рр. – канд. мед. наук, доц. А. Д. Беденюк;
- 2006–2007 рр. – доктор мед. наук, проф. К. А. Посохова;
- 2007–2014 рр. – доктор мед. наук, проф. А. Г. Шульгай;
- 2014–2016 рр. – доктор мед. наук, проф. О. Р. Боярчук;
- 2016–2019 рр. — канд. мед. наук, доц. Г. А. Крицька;
- З 2019 р. — доктор біол. наук, проф. П. Г. Лихацький.

## Сучасність
На медичному факультеті навчальний процес забезпечують понад 550 науково-педагогічних працівників, серед яких 81 докторів наук та 332 кандидати медичних наук. Вчене звання професора мають 66 осіб, учене звання доцента – 223 особи. Серед викладачів університету: 1 Академік НАМН України, 3 Заслужених лікарів України, 1 Заслужений винахідник України, 2 Заслужених працівники освіти України, 1 Заслужений працівник охорони здоров’я України, 4 Відмінники освіти України, 2 Лауреати державної премії України, 7 Заслужених діячів науки і техніки. Орденом княгині Ольги ІІІ ступеня нагороджена 1 особа, Орденом «За заслуги» ІІІ ступеня - 1 особа. 
На факультеті навчається 2203 студенти, з них 1570 студентів за спеціальністю «Медицина», 447 студентів – за спеціальністю «Лікувальна справа», 145 студентів – за спеціальністю «Фізична реабілітація, ерготерапія» (бакалаври), 3 студенти – за спеціальністю «Фізична терапія, ерготерапія» (магістри), 27 студентів – за спеціальністю «Фізична терапія, ерготерапія» (магістри, заочна форма), 11 студентів – за спеціальністю «Громадське здоров’я» (магістри, заочна форма).
На всіх профільних кафедрах навчання здійснюється за стрічковою системою (1-3 курси) та системою «Єдиного дня» (4-6 курси) у відповідності до кредитно-трансферної системи організації освітнього процесу. Викладання предметів  за навчальними планами, затвердженими для спеціальностей «Медицина», «Громадське здоров’я», «Фізична терапія , ерготерапія».
Відповідно до навчальних програм колективами кафедр підготовлені робочі навчальні програми, методичні вказівки, банки тестових завдань, матеріали підготовки до лекцій та практичних занять, що розміщені на web-сторінках кафедр факультету.
Під час практичних занять, поряд із здобуванням різнобічних теоретичних знань з основних дисциплін, студенти опановують уміння практично застосовувати ці знання безпосередньо в клініці. Студенти самостійно обстежують пацієнтів, проводять діагностику і складають план лікування. Лікувальні маніпуляції студенти виконують після узгодження з лікарем діагнозу, обґрунтування вибору і детального обговорення методу лікування.
Щороку студенти медичного факультету мають змогу проходити виробничу практику у Європейських вишах-партнерах.
Студенти медичного факультету університету успішно складають ліцензійний інтегрований іспит «Крок-1» та «Крок-2», практично-орієнтовані іспити, у формі об’єктивного структурованого клінічного іспиту (ОСКІ), неодноразово перебуваючи на перших місцях у рейтингу ВНМЗ України.
Традиційно студенти факультету беруть активну участь у міжнародних і всеукраїнських наукових форумах, студентських Літніх школах, є призерами конкурсів студентських наукових робіт, студентських олімпіад, конкурсів художньої самодіяльності та спортивних змагань.
Студенти медичного факультету стажуються за кордоном у рамках програми міжнародного обміну Erasmus Mundus та інших програм. Студенти-відмінники навчання є стипендіатами державних та недержавних іменних стипендій.
Працівники та студенти медичного факультету працюють волонтерами у зоні проведення антитерористичної операції; кращі мобілізовані працівники мають ордени, пам’ятні нагрудні знаки, подяки від військового командування.
На факультеті діє наукове товариство студентів. Студенти беруть активну участь у науковій роботі за програмами «Студент — майбутній фахівець високого рівня кваліфікації» та «Студентська наука і профорієнтаційне навчання». Результати наукових досягнень студентів медичного факультету висвітлені у доповідях та збірниках матеріалів щорічних Міжнародних медичних конгресах студентів та молодих вчених (Тернопіль), Всеукраїнських науково-практичних конференціях та Міжнародних науково-практичних конференціях.
Тернопільський національний медичний університет є учасником Програми Європейського Союзу Еразмус+ «Innovative Rehabilitation Education – Introduction of new master degree programs in Ukraine 2018-2021». За кошти Європейського Союзу придбано новітнє обладнання для практичного навчання студентів спеціальності «Фізична терапія. Ерготерапія».

## Кадровий склад[5]
- Петро Лихацький — декан медичного факультету;
- Світлана Кучер — заступник декана по 1-2 курсах спеціальності "Медицина", доцент кафедри пропедевтики внутрішньої медицини та фтизіатрії;
- Ольга Сопель — заступник декана по 3 курсу спеціальності "Медицина", 1-4 курсах спеціальності "Фізична терапія, ерготерапія" та 1-2 курсах спеціальності «Громадське здоров’я», доцент кафедри загальної гігієни та екології;
- Анна Миколенко — заступник декана по 4-5 курсах, доцент кафедри патологічної анатомії з секційним курсом та судовою медициною;
- Ірина Смачило — заступник декана по 6 курсу, доцент кафедри внутрішньої медицини № 1.
- Інспектори деканату: Віра Максимова, Руслана Науменко, Анна Фіра, Лілія Дедьо, Наталя Заремба, Василина Боднар, Марія Бородай.

## Вчена рада факультету
Склад вченої ради медичного факультету на 2021/2022 навчальний рік:
- член-кореспондент НАМН України, професор Михайло Корда — ректор закладу вищої освіти ТНМУ
- професор Степан Запорожан - проректор з науково-педагогічної та лікувальної роботи
- професор Іван Кліщ - проректор з наукової роботи
- професор Олег Слабий - проректор з науково-педагогічної роботи та соціальних питань
- професор Аркадій Шульгай - з науково-педагогічної роботи
- професор Петро Лихацький - декан медичного факультету
- доцент Світлана Кучер — заступник декана
- доцент Анна Миколенко — заступник декана
- доцент Ірина Смачило — заступник декана
- доцент Ольга Сопель — заступник декана
- професор Зоя Небесна - директор ННІ морфології,
- доцент Наталія Ткачук - директор ННІ медико-біологічних проблем
- професор Катерина Посохова - директор ННІ фармакології, гігієни та медичної біохімії імені М. П. Скакуна
- Віктор Лотоцький - директор ННІ моделювання та аналізу патологічних процесів
- доцент Олена Покришко
- академік НАМНУ, професор Михайло Андрейчин
- професор Сергій Андрейчин
- професор Лілія Бабінець
- професор Анатолій Беденюк
- професор Ярослав Боднар
- професор Оксана Боярчук
- професор Юрій Бондаренко
- професор Степан Вадзюк
- професор Дмитро Вакуленко
- професор Олена Венгер
- професор Ігор Галайчук
- професор Ілля Герасимюк
- професор Володимир Гнатів
- професор Михайло Гнатюк
- професор Арсен Гудима
- професор Ігор Дейкало
- професор Микола Кашуба
- професор Сергій Климнюк
- професор Лариса Маланчук
- професор Лілія Мартинюк
- професор Марія Марущак
- професор Ірина Мельничук
- професор Ігор Мисула
- професор Олександра Олещук
- професор Надія Пасєчко
- доктор медичних наук Світлана Підручна
- професор Дарія Попович
- доктор технічних наук Юрій Рудяк
- професор Ганна Сатурська
- професор Анатолій Вихрущ
- професор Ольга Денефіль
- професор Лариса Федонюк
- професор Надія Федчишин
- доктор медичних наук Андрій Цвях
- професор Микола Швед
- професор Світлана Шкробот
- професор Олександр Яшан
- студент Максим Горішний
- студентка Анна-Марія Коваль
- Олександр Мехедок
- студент Тетяна Петрунько
- студентка Юлія Свистун
- студент Микола Швед.

## Підрозділи
Сучасний факультет складається з 4 навчально-наукових інститутів і 37 кафедр.

### Інститут морфології
- Кафедра анатомії людини
- Кафедра патологічної анатомії з секційним курсом та судовою медициною
- Кафедра гістології та ембріології
- Кафедра оперативної хірургії та клінічної анатомії
- Кафедра медичної інформатики

### Інститут медико-біологічних проблем
- Кафедра медичної біології
- Кафедра мікробіології, вірусології та імунології
- Кафедра фізіології з основами біоетики і біобезпеки
- Кафедра громадського здоров'я та управління охороною здоров'я
- Кафедра фізичної терапії, ерготерапії та фізичного виховання

### Інститут фармакології, гігієни та медичної біохімії імені М. П. Скакуна
- Кафедра медичної біохімії
- Кафедра фармакології з клінічною фармакологією
- Кафедра загальної гігієни та екології

### Інститут моделювання та аналізу патологічних процесів
- Кафедра патологічної фізіології
- Кафедра медицини катастроф та військової медицини
- Кафедра медичної фізики діагностичного та лікувального обладнання
- Кафедра педагогіки вищої школи та суспільних дисциплін
- Кафедра української мови
- Кафедра іноземних мов

### Клінічні кафедри
- Кафедра пропедевтики внутрішньої медицини та фтизіатрії
- Кафедра внутрішньої медицини № 1
- Кафедра внутрішньої медицини № 3
- Кафедра функціональної і лабораторної діагностики
- Кафедра медичної реабілітації
- Кафедра терапії та сімейної медицини
- Кафедра невідкладної та екстреної медичної допомоги
- Кафедра інфекційних хвороб з епідеміологією, шкірними та венеричними хворобами
- Кафедра неврології
- Кафедра психіатрії, наркології та медичної психології
- Кафедра дитячих хвороб з дитячою хірургією
- Кафедра загальної хірургії
- Кафедра хірургії № 1 з урологією та малоінвазивною хірургією імені професора Л. Я. Ковальчука
- Кафедра травматології та ортопедії з військово-польовою хірургією
- Кафедра анестезіології та інтенсивної терапії
- Кафедра оториноларингології, офтальмології та нейрохірургії
- Кафедра онкології, променевої діагностики і терапії та радіаційної медицини
- Кафедра акушерства та гінекології № 1